# سالي غريس
سالي غريس (بالإنجليزية: Sally Grace)‏ هي ممثلة بريطانية، ولدت في 1938 في هاروغيت في المملكة المتحدة، وتوفيت في 20 نوفمبر 2016.

## وصلات خارجية
- سالي غريس على موقع IMDb (الإنجليزية)
- سالي غريس على موقع ميوزك برينز (الإنجليزية)
- سالي غريس على موقع ديسكوغز (الإنجليزية)
- سالي غريس على موقع قاعدة بيانات الفيلم (الإنجليزية)